# NGC 3914
NGC 3914 é uma galáxia espiral barrada (SBb) localizada na direcção da constelação de Virgo. Possui uma declinação de +06° 34' 03" e uma ascensão recta de 11 horas, 50 minutos e 32,6 segundos.
A galáxia NGC 3914 foi descoberta em 13 de Abril de 1784 por William Herschel.